# Pedilochilus macrorhinus
Pedilochilus macrorhinus är en orkidéart som beskrevs av Pieter van Royen. Pedilochilus macrorhinus ingår i släktet Pedilochilus och familjen orkidéer. Inga underarter finns listade i Catalogue of Life.